# Idaho
Idaho (anglická výslovnost  [ˈaɪdəhoʊ]IPA, oficiálně State of Idaho) je stát nacházející se na severozápadě Spojených států amerických, v oblasti horských států v západním regionu USA. Idaho hraničí na severovýchodě s Montanou, na jihovýchodě s Wyomingem, na jihu s Utahem a Nevadou, na západě s Oregonem a Washingtonem a na severu s kanadskou provincií Britská Kolumbie.
Se svou rozlohou 216 900 km² je Idaho čtrnáctým největším státem USA, v počtu obyvatel (1,7 milionů) je 39. nejlidnatějším státem a s hodnotou hustoty zalidnění 8 obyvatel na km² je na 44. místě. Hlavním a největším městem je Boise s 220 tisíci obyvateli. Dalšími většími městy jsou Meridian (90 tisíc obyv.), Nampa (90 tisíc obyv.), Idaho Falls (60 tisíc obyv.) a Pocatello (60 tisíc obyv.). Nejvyšším bodem státu je vrchol Borah Peak s nadmořskou výškou 3859 m v pohoří Lost River Range. Největšími toky jsou řeka Snake, která tvoří část hranice s Oregonem a Washingtonem, a Medvědí řeka.
Do oblasti severního Idaha se francouzsko-kanadští lovci dostali v 18. století, zbytek oblasti navštívili průzkumníci evropského původu až na začátku 19. století. Region byl od té doby součástí Oregon Country, sporného území, které od roku 1819 spravovaly společně Spojené státy a Spojené království a které USA získaly definitivně v roce 1846. Od roku 1848 spadala oblast Idaha pod nově vytvořené Oregonské teritorium, od roku 1853 byla rozčleněna pod několik různých teritorií. Vlastní idažské teritorium bylo zřízeno roku 1863, jeho název byl pravděpodobně vymyšlen, i když může mít kořeny v šošonštině. Idaho se 3. července 1890 stalo 43. státem USA.

## Historie
Na přelomu 18. a 19. století se na území dnešního Idaha dostali první běloši. V té době tu žilo asi 8000 indiánů. Původně bylo začleněno do teritoria Oregon. První osadníky na toto území přitahoval výnosný obchod s kožešinami. Během kalifornské zlaté horečky v roce 1849 prošly Idahem tisíce lidí a někteří se tam usadili. V roce 1863 podepsal Abraham Lincoln zákon o vytvoření teritoria Idaho. V té době žilo na jeho území asi 17 000 lidí.
Politická stabilita území napomohla snadnému vzniku státní správy. Téměř okamžitě začal být budován vzdělávací systém, byly založeny noviny a ustanoven zákoník. V roce 1865 bylo hlavní město přeneseno z Lewistonu do Boise. Objev zlata v Idahu v roce 1866 a dokončení transkontinentální železnice v roce 1869 zapříčinily nový příliv osadníků do země, včetně čínských dělníků, kteří pracovali v dolech jako laciná pracovní síla. Když 3. července 1890 prezident Benjamin Harrison podepsal zákon o začlenění Idaha do Unie, mělo 88 548 obyvatel.
Poté nastal rychlý průmyslový rozvoj státu. V roce 1890 Idaho vyváželo nejvíce olova ze všech amerických států. Ačkoliv se v průběhu let závislost na těžbě surovin snižovala, je dnes Idaho největším producentem olova a stříbra v USA. Během let bylo vytvořeno fungující zemědělství, které nahradilo příjmy z klesající těžby.

## Symboly

### Další symboly
Mottem státu je „Esto perpetua“ (= budiž navěky), květinou šeřík, stromem bílá borovice, ptákem salašník horský a písní Here We Have Idaho.

## Geografie
Severní hranici Idaha tvoří Kanada, severovýchodní stát Montana. Na jihovýchodě sousedí se státem Wyoming, na jihu se státy Utah a Nevada. Na západě hraničí s pobřežními státy Oregon a Washington. Idaho je drsná země, plná velkých přírodních rezervací nenarušených civilizací. Většina státu je tvořena Skalnatými horami a hlubokými zalesněnými údolími. Je zde mnoho zasněžených horských pásem a strmých kaňonů. Divoká voda řeky Snake se valí do Pekelného kaňonu, který je hlubší než Velký kaňon. Vodopád Shoshone Falls je vyšší než Niagarské vodopády. Idaho je velice bohaté na přírodní zdroje.
Je zde několik významných národních parků. Patří mezi ně Pekelný kaňon, nejmenší část Yellowstonského národního parku a Národní park Farragut.
- Nejvyšší bod státu leží ve výšce 3859 m nad mořem.
- Nejnižší bod státu leží ve výšce 217 m nad mořem.
- Střední výška státu činí 1520 m nad mořem.
- Šířka státu je 491 km.
- Délka státu je 771 km.

## Ekonomika
HDP státu Idaho je 34 miliard dolarů, což ho řadí 44. místo v USA. Roční příjem na obyvatele činí 24 180 dolarů.
Idaho je stát průmyslově zemědělský.
- Hlavní zemědělské produkty jsou: chov dobytka, mléčné výrobky, brambory, pšenice, cukrová řepa, ječmen.
- Hlavní průmyslová odvětví: zpracování potravin, těžba a zpracování dřeva, řezivo a výroba nábytku, strojní zařízení, chemické výrobky, těžba nerostných surovin, hlavně stříbra.
- Významnou úlohu v hospodářství státu má turistika.

## Obyvatelstvo
Podle sčítání lidu z roku 2010 zde žilo 1 634 464 obyvatel.

### Rasové složení
- 89,1 % Bílí Američané (nehispánští běloši 84,0 % + běloši hispánského původu 5,1 %)
- 0,6 % Afroameričané
- 1,4 % Američtí indiáni
- 1,2 % Asijští Američané
- 0,1 % Pacifičtí ostrované
- 5,1 % Jiná rasa
- 2,5 % Dvě nebo více ras

Obyvatelé hispánského nebo latinskoamerického původu, bez ohledu na rasu, tvořili 11,2 % populace.

### Náboženství
- křesťané 79 %
  - protestanti 50 %
    - baptisté 10 %
    - metodisté 10 %
    - luteráni 3 %
    - presbyteriáni 3 %
    - ostatní protestanti 24 %

  - římští katolíci 15 %
  - mormoni 14 %
- jiná náboženství 1 %
- bez vyznání 20 %